# Heart of the Country
"Heart of the Country" é um single de Paul e Linda McCartney, lançado em agosto de 1971. A música é um folk suave, que não teve desempenhos consideráveis nas paradas do Reino Unido.
Mesmo assim, a faixa foi considerada pela Rolling Stone a 26ª melhor música pós-Beatles de McCartney.
Em 2016, a faixa foi integrada à coletânea Pure McCartney.